# Hån (Tännäs socken, Härjedalen, 694290-131040)
Hån är en sjö i Härjedalens kommun i Härjedalen och ingår i Glommas huvudavrinningsområde. Sjön har en area på 0,115 kvadratkilometer och ligger 954,6 meter över havet.

## Delavrinningsområde
Hån ingår i det delavrinningsområde (694253-130899) som SMHI kallar för Inloppet i Bolagen. Medelhöjden är 1 066 meter över havet och ytan är 3,13 kvadratkilometer. Räknas de 3 avrinningsområdena uppströms in blir den ackumulerade arean 18,85 kvadratkilometer. Avrinningsområdets utflöde Fjellborga mynnar i havet. Avrinningsområdet består mestadels av öppen mark (71 procent) och kalfjäll (23 procent). Avrinningsområdet har 0,21 kvadratkilometer vattenytor vilket ger det en sjöprocent på 6,7 procent.